# Mediation (Common law)
Die Mediation als ein strukturiertes Verfahren zur freiwilligen Konfliktregelung hat sich weltweit differenziert entwickelt. Dieser spezielle Artikel behandelt die Erörterung der Mediation in Australien aus deutscher Sicht.

## Beschreibung
Speziell im angelsächsischen Rechtssystem (Common Law – insbesondere USA und Staaten des Commonwealth) wird Mediation auch bei großen Streitigkeiten im Wirtschaftsleben erfolgreich (Erfolgsquote über 90 %) eingesetzt. Die praktizierte Technik unterscheidet sich von den in Deutschland üblichen Verfahren erheblich:
Der Mediator nimmt situationsbedingt auch die Rolle des Advocatus Diaboli ein. Die Verhandlung mit den Parteien geschieht getrennt in sogenannten caucuses oder private sessions, die streng vertraulich sind. Ohne ausdrückliche Genehmigung gibt der Mediator keine Informationen an die gegnerische Partei weiter. Ob und wann er Informationen weitergibt, zu deren Weitergabe er autorisiert wurde, entscheidet der Mediator alleine. Obwohl auch dieses Mediationsverfahren ein nicht bindendes Verfahren ist, schließt es in den allermeisten Fällen mit einer rechtsverbindlichen Vereinbarung ab. Als Sonderform kann der Mediator am Ende einer Mediation, bei der es zu einer Einigung gekommen ist, zum Richter in einem Schiedsgerichtsverfahren (engl. arbitrator) ernannt werden, der dann diese Vereinbarung als international durchsetzbaren Richterspruch verkündet. Die Mediatoren werden dort auch als QDR (Qualified Dispute Resolver) bezeichnet und zum Beispiel von The Academy of Experts, London zertifiziert.

## Praxis
Die von den QDR (Qualified Dispute Resolvers) eingesetzte Technik unterscheidet sich deutlich von der im Familien- oder Arbeitskonflikt in Deutschland üblichen. Die streitenden Parteien sprechen praktisch ausschließlich in persönlichen Gesprächen mit dem Mediator. Der Mediator wechselt laufend zwischen den beiden Parteien, die während der gesamten Mediation kein einziges Wort von der Gegenseite hören müssen. Der Mediator verhandelt als "Advokat des Teufels" mit jeder Partei getrennt. Wenn, wie in über 90 % der Fälle, nach einigen Stunden eine Einigung möglich ist, werden die Parteien zusammengerufen, um direkt eine Vereinbarung zu schließen. Man lässt ihnen auf gar keinen Fall die Chance, es sich noch einmal anders zu überlegen.
Als Sonderform kann der Mediator zum Ende der Mediation bei erfolgter Einigung zum Richter (Arbitrator) in einem Schiedsgerichtsverfahren ernannt werden. Wobei er dann nur den ausdrücklichen Auftrag erhält, die gerade von den Parteien beschlossene Lösung rechtlich international durchsetzbar zu verkünden. Dieses Verfahren eignet sich ganz besonders bei internationalen Streitfällen, wo unterschiedliche Rechtssysteme aufeinandertreffen. Die Mediatoren sind häufig Experten, die genügend Zweifel in den Erfolg einer gerichtlichen Auseinandersetzung streuen können, so dass die außergerichtliche Einigung, mit der alle Parteien leben können, schnell gefunden wird.
In Australien ist Mediation im Bereich ADR die wohl dominierende Vorgangsweise. Das gilt insbesondere für den Unternehmens- und Wirtschaftsbereich, aber auch in privatrechtlichen Streitigkeiten ist Mediation häufig die erste Wahl, wenn man einen Streit nicht ohne Einschaltung eines Dritten lösen kann. Unter ADR – das Akronym, das früher für Alternative Dispute Resolution stand in Abgrenzung zum gerichtlichen Streitverfahren – wird heute Appropriate Dispute Resolution verstanden, also das angemessene, passende Verfahren zur Streitregelung. Teilweise wird Legal Aid, die staatliche Rechtsbeihilfe, die sowohl Rechtsberatung als auch anwaltliche Vertretung umfassen kann, davon abhängig gemacht, ob ein Versuch einer einvernehmlichen Regelung insbesondere im Rahmen einer Mediation unternommen wurde bzw. wird. Es gibt sogar gesetzliche Regelungen, die die Klagebefugnis vom Versuch einer vorausgehenden einvernehmlichen, außergerichtlichen Regelung abhängig machen und dies – nicht wie in Deutschland nach § 15a EGZPO – auf den Bagatellbereich beschränken. Die bundesrechtlichen Regelungen des familiengerichtlichen Verfahrens verlangen, dass die Rechtsbeistände die Parteien ausdrücklich auf eine einvernehmliche Regelung hin beraten und dass die Parteien genuine Anstrengungen unternehmen, ihren Streit insbesondere einvernehmlich zu lösen und insbesondere an einem Verfahren wie zum Beispiel der Mediation teilzunehmen.
Mit Blick auf die Leistungsträger der Mediation gibt es ein vielfältiges Spektrum. In Konflikten verwaltungs- und sozialrechtlicher Art ist den Entscheidungen der sog. Tribunals zumeist ein mediationsähnliches Verfahren vorgeschaltet. Die gerichtsinterne Mediation durch „Richtermediatoren“ gibt es dagegen kaum, sondern wird ganz überwiegend mit der Rolle der Richter als unvereinbar angesehen. In Australien haben Richter allerdings nach nahezu allen Prozessordnungen die Befugnis, Mediation zu empfehlen oder sogar anzuordnen, wovon in vielen Fällen Gebrauch gemacht wird. Dabei wird der Fall dann in der Regel an einen beim Gericht tätigen Justizbeamten (registrar), einen extern gelisteten Mediator oder an ein staatlich finanziertes Mediationsprogramm verwiesen.
Das Landesjustizministerium in Queensland hält zum Beispiel über eine eigene Abteilung, die Dispute Resolution Branch (DRB), als Alternative zum Gerichtsweg in einem landesweiten Programm einen weitgehend kostenfreien Zugang zur Mediation bereit. Ursprünglich war dieses konzipiert für die Konflikte im Sozialen Nahraum, also Nachbarschaftsstreitigkeiten oder Konflikte in der Familie, insbesondere aufgrund Trennung und Scheidung. Es handelt sich dabei um ein zwar staatlich finanziertes und landesweit organisiertes, konzeptionell aber durchaus mit gemeinnützigen Ausgleichs- und Schlichtungsstellen (Community Justice bzw. Dispute Resolution Center) vergleichbares Programm. Mittlerweile bietet das DRB Mediation in nahezu allen zivil- und arbeitsrechtlichen Konflikten an. Vor allem die sog. commercial mediation, also Streitigkeiten im Rahmen des Geschäftslebens und Handels, sind quantitativ mittlerweile der umfangreichste Arbeitsbereich. Stark genutzt – v. a. aufgrund einer neuen Richtlinie zum Verhalten am Arbeitsplatz – wird von Regierungs- und anderen öffentlichen Stellen auch das Angebot „mediation in workplace disputes“, welches als einziges kostenpflichtig ist. Aber auch hier sind die Kosten mit 125 $ für eine Mediation sehr niedrig.
Neben den auch in anderen australischen Bundesstaaten wie Victoria oder New South Wales vom jeweiligen Justizministerium finanzierten Mediationsprogrammen gibt es mittlerweile in vielen Systemen, also in Verwaltungen, Einrichtungen, Organisationen, Verbänden und Unternehmen systeminterne, „hauseigene“ ADR-Angebote, die man als  „integrierte Mediation“ bezeichnen könnte. Diese Beschwerde- und Schlichtungsangebote sind allerdings nicht nur auf Mediation beschränkt und in ihrer Qualität höchst unterschiedlich. Sie tragen aber dazu bei, dass Begriff und Verfahren der Mediation wohl überall bekannt und weitgehend akzeptiert sind. Mittlerweile hat sich hier wie auch anderswo im englischen unter dem Begriff conflict management design eine Beratungsindustrie herausgebildet, die bei der Wahl der angemessenen Konfliktlösungsstrategie beraten (und verdienen) will bzw. im Rahmen der Konzeption und Implementierung von Konfliktlösungsverfahren in Unternehmen tätig sind.
Zudem gibt es – durchaus vergleichbar mit Deutschland – eine Reihe von als freie Träger zu bezeichnende Organisationen, die Mediation für spezifische Arbeitsfelder anbieten und teilweise mit Zuschüssen von öffentlichen Stellen refinanziert werden. Eine der bekanntesten Organisationen ist zum Beispiel Relationships Australia, die im Bereich der Familienmediation aktiv sind. Und schließlich gibt es eine große Anzahl von freiberuflichen oder gewerblichen Mediationsanbietern, von denen allerdings nur ein kleiner Kreis von besonders erfahrenen und bekannten Personen von der Mediation leben kann.

## Belege
1. ↑  Trenczek, T.: Mediation down under, Spektrum der Mediation 26/2007, S. 57 ff.